# Črne oči (pesem)
Črne oči (rusko Очи чёрные, Oči čornije) so ruska pesem. Besedilo pesmi je napisal ukrajinski pesnik in pisatelj Evgen Pavlovič Grebinka. Pesem je bila prvič izdana v publikaciji Literaturnaja gazeta, 17. januarja 1843.
Kasneje je bilo to besedilo dodano skladbi Floriana Hermanna, Valse Hommage (priredba: S. Gerdel') in 7. marca 1884 izdana pod naslovom Romanca. Čeprav je pogosto karakterizirana kot ruska ciganska pesem, je besedilo napisal ukrajinski pesnik, glasbo pa nemški skladatelj: Florian Hermann. Poleg tega vsebuje Hermannova melodija opazno podobnost z deli skladbe Koncert v Es, ki jo je napisal Franz Anton Hoffmeister. Različico skladbe, ki jo je priredil sam, je populariziral pevec Feodor (Fjodor) Šaljapin.

## Pesem (originalna različica Gebinke)
| rusko | transliteracija | svobodni slovenski prevod |
| --- | --- | --- |
| 1. Очи чёрные, очи страстные Очи жгучие и прекрасные Как люблю я вас, как боюсь я вас Знать, увидел вас я в недобрый час 2. Ох, недаром вы глубины темней! Вижу траур в вас по душе моей, Вижу пламя в вас я победное: Сожжено на нём сердце бедное. 3. Но не грустен я, не печален я, Утешительна мне судьба моя: Всё, что лучшего в жизни Бог дал нам, В жертву отдал я огневым глазам! | 1. Oči čornije, oči strastnije Oči žgučije i prekrasnije Kak ljubju ja vas, kak bojus' ja vas Znat' uvidel vas ja v nedobrij čas 2. Oh nedarom vi glubini temnej Vižu traur v vas po duše mojej Vižu plamja v vas ja pobednoje Soženo na njom serce bednoje 3. No ne grusten ja, ne pečalen ja Utešitel'na mne sud'ba moja Vsjo što lučševo v žizni Bog dal nam V žertvu otdal ja ognevim glazam! | 1. Oči črne, oči strastne Oči žgoče in prekrasne Kako vas ljubim in kako se vas bojim Spoznal sem vas v žalostnem času 2. Oh, niste zaman temnejše od globine vidim vas v žalovanju za mojo dušo, v vas vidim zmagujoči plamen: Zagorelo je moje ubogo srce. 3. Vendar nisem žalosten in ne obžalujem, Moja usoda mi je v tolažbo: Najboljše, kar nam je v življenju dal bog, Za vas sem ognjevito žrtvoval. |